# Недялкова, Полина
Полина Антонова (Антоновна) Недялкова (болг. Полина Антонова Недялкова) — офицер РККА и генерал-майор Болгарской Народной армии, Герой Социалистического Труда НРБ.

## Биография
Родилась 8 декабря 1914 года в Софии, выросла в семье коммунистов (отец Антон Недялков был членом Болгарской рабочей социал-демократической партии тесных социалистов с 1910 года, мать — с 1914 года). В детстве участвовала в общественно-политических мероприятиях — вместе с другими детьми участвовала в распространении газеты «Работнически вестник», собирала пожертвования на помощь голодающим Поволжья и строительство Партийного дома.
Незадолго до начала Сентябрьского восстания 1923 года её отец был арестован, в 1924 году его приговорили к смертной казни и по решению руководства партии он был вынужден нелегально эмигрировать в Турцию. В 1925 году в Турцию выехали её мать и брат, откуда семья переехала в Москву.
В 1926 году, после окончания восьмилетней школы, через Турцию в СССР выехала и Недялкова.
В СССР её отец работал в болгарской секции Коминтерна, мать работала в библиотеке им. Ленина, Полина училась в московской школе, там же её приняли в пионеры.
Ещё несовершеннолетней она освоила радиодело и научилась водить автомобиль. В результате, детская мечта стать химиком сменилась увлечением автомобильной техникой и в 1932 году она обратилась в ЦК ВЛКСМ с просьбой зачислить в Московскую военную академию механизации и моторизации РККА. Просьба вызвала удивление, но её поддержал руководитель болгарской секции Коминтерна Васил Коларов, после собеседования высказавший мнение: «И такие инженеры будут нужны Болгарии, если не для танков, то для тракторов».
В результате, она вошла в число трёх болгар — слушателей академии (другими являлись Христо Боев и Борис Генчев).
В 1936 году она окончила академию с отличием и обратилась в болгарскую секцию Коминтерна с просьбой направить добровольцем для участия в войне в Испании. После получения отказа, обратилась повторно, её заявление лично рассмотрел Георгий Димитров и разрешение было получено.
В декабре 1936 года она выехала в Испанию под именем «Полина Володина», дорога из Москвы через Прагу и Париж в Барселону заняла 27 дней, из Барселоны её направили в Валенсию, где находилась группа болгарских антифашистов.
В Центральном Комитете Коммунистической партии Испании к её квалификации сначала отнеслись с недоверием (как вспоминала сама Недялкова, «для испанских товарищей женщина в танке казалась чем-то невероятным») и некоторое время она оставалась в распоряжении командования, не получив направления в войска. После встречи с выпускниками академии Николаем Алимовым и Алексеем Шабохиным была направлена в штаб танковой бригады Д. Г. Павлова и включена на должность инженера по ремонту бронетанковой техники бригады с подчинением заместителю командира бригады по технической части Петру Глухову.
Она начала работу по развёртыванию ремонтной базы бригады в городе Алькала-де-Энарес в 30 км от Мадрида, кроме технического обслуживания и ремонта она занималась эвакуацией повреждённых бронемашин с мест боевых действий (для этих целей были созданы специальные ремонтные группы — «ночные охотники»).
Отличилась во время сражения под Гвадалахарой, когда вместе с группой испанских военнослужащих и техников под огнём франкистов успешно эвакуировала с нейтральной полосы в расположение республиканских войск восемь подбитых лёгких танков итальянского экспедиционного корпуса.
В конце 1937 года вернулась в Москву, где была произведена в звание военинженера 3 ранга, награждена орденом Боевого Красного Знамени и продолжила службу в Автобронетанковом управлении наркомата обороны СССР.
В качестве военпреда посещала заводы по производству бронетанковой техники и участвовала в испытаниях лёгкого плавающего танка Т-40, в ходе которых первые десять построенных Т-40 прошли по маршруту Москва — Брянск — Киев — Минск протяжённостью свыше трёх тысяч километров с форсированием реки Днепр и выполнением прыжка с трамплина в Князь-озеро (один из танков имел женский экипаж, в состав которого вошли механик-водитель Людмила Старшинова, Соня Скрынникова и Полина Недялкова).
В ночь на 21 июня 1941 года Недялкова находилась на дежурстве в здании наркомата обороны СССР и о начале войны узнала в числе первых. По распоряжению начальника Главного управления ПВО СССР комкора Н. Н. Воронова (прибывшего на место службы после того, как с разных участков границы приграничные посты ВНОС начали сообщать о шумах перемещающихся к границе крупных колонн техники), на тот момент времени бывшего старшим по званию среди находившихся в здании работников наркомата, она вскрыла мобилизационный пакет и начала действовать согласно указаниям документа ещё до получения приказа о мобилизации, что позволило ускорить оповещение высшего военного руководства и переход наркомата в режим военного времени.
После начала поставок техники по программе «ленд-лиза» Недялкова в составе группы владевших английским языком технических специалистов была направлена на изучение поступающей техники английского и американского производства и в конце 1941 — начале 1942 года участвовала в переводе на русский язык комплекта технических документов по эксплуатации английского танка Mk.III «валентайн» и американского среднего танка М-3.
В 1943 году работала на московском заводе «Динамо» (в то время ремонтировавшем танки Т-34), в 1944 году занималась организацией ремонта техники в войсках 2-го Украинского фронта.
8 мая 1945 года была командирована на один из заводов Будапешта, где было освоено производство запасных частей для РККА и здесь встретила окончание войны.
В дальнейшем, вылетела в Москву и подала заявление о возвращении в Болгарию. В Москве она встретилась с Георгием Димитровым, который рекомендовал ей продолжить службу в создаваемой Болгарской Народной армии, в то время испытывавшей дефицит инженерно-технических специалистов и не имевшей значительного опыта в эксплуатации начавшей поступать на вооружение техники советского производства.
После возвращения в Болгарию, инженер-полковник Недялкова была назначена на должность заместителя автотракторного управления министерства народной обороны Болгарии, в дальнейшем стала начальником этого управления.
В 1967 году стала организатором издания и главным редактором военно-технического журнала «Военна техника».
После получения звания генерал-майора в 1974 году стала первой женщиной-генералом в истории Болгарии.
Скончалась в январе 2001 года.

## Семья
Муж и дочь Цветана.

## Награды
- орден Боевого Красного Знамени (СССР)
- орден Красной Звезды (СССР)
- орден Дружбы народов (СССР)
- Герой Социалистического Труда НРБ
- орден Георгия Димитрова